# Thenford House
Thenford House est une maison de campagne du XVIIIe siècle construite à Thenford (en Angleterre) pour Michael Wodhull (en), bibliophile et traducteur. L'architecte de Wodhull est inconnu. 
Le style est palladien bien qu'avec des échos caroliens antérieurs qui conduisent Pevsner à le décrire comme « résolument conservateur pour sa date ». La construction a lieu entre 1761 et 1765. Depuis les années 1970, la maison est la maison de campagne de Michael Heseltine qui construit un arboretum remarquable dans le parc. Thenford House est un bâtiment classé Grade I.

## Histoire
Michael Wodhull est né à Thenford dans le Northamptonshire en 1740. Ses parents sont de riches propriétaires terriens et il n'a jamais travaillé. Ses principales occupations sont la collection de livres et la traduction de textes grecs anciens. En 1761, âgé de 21 ans, il commence la construction d'une nouvelle maison à Thenford, pour remplacer le manoir élisabéthain. En 1765, la maison est terminée . Dans la même année Wodhull se marie avec Catherine Milcah, la fille d'un vicaire Warwickshire. Wodhull meurt sans héritiers en 1816 et le domaine de Thenford passe à la sœur de sa femme.
Par descendance, le domaine passe à la famille Severne qui possède la maison jusqu'à la fin du XIXe siècle. En 1861, John Edmund Severne est haut shérif du Northamptonshire . Au XXe siècle, la maison est en possession de la famille Summers, jusqu'à la mort en 1976 de Spencer Summers qui sert également comme haut shérif du comté l'année précédant sa mort. Michael Heseltine et sa femme Anne achètent la maison et 400 acres de jardins et de terres agricoles à la veuve de Sir Spencer en 1976, et emménagent dans la maison en 1977. Depuis ce temps, les Heseltines développent la maison et le domaine, notamment par la plantation d'un important arboretum,,. Une maison d'été, datant de 1981-1982 est construite par Quinlan Terry .

## Architecture et descriptif
Nikolaus Pevsner, dans ses Bâtiments d'Angleterre, note que la maison est « de belle qualité mais résolument conservatrice pour sa date ». Lui et Historic England suggèrent que le style est plus des années 1650-1680, plutôt que celui à la mode au moment de la construction de la maison au milieu du XVIIIe siècle. Angleterre historique suggère que Woodhull est susceptible d'avoir été son propre architecte, peut-être aidé par un dessinateur local. La maison est construite sur un plan à double pile, de deux étages avec greniers et sous-sols. Les pavillons latéraux sont reliés au bloc principal par des murs écrans. Le toit est surmonté d'une coupole. Il est construit en pierre Hornton avec des pansements calcaires.
La maison est un bâtiment classé Grade I. Un réservoir d'eau, avec une date de 1765 et portant les initiales MW, et une pompe du XIXe siècle dans le parc sont classés Grade II. Les bâtiments immobiliers auxiliaires ont également des listes de Grade II, notamment les fermes Home et Manor.